# IAN
IAN – francuska seria komiksowa autorstwa scenarzysty Fabiena Vehlmanna i rysownika Ralpha Meyera, wydana w czterech tomach w latach 2003–2007 nakładem wydawnictwa Dargaud. Po polsku opublikowało ją wydawnictwo Elemental w 2019 w jednym tomie zbiorczym.

## Fabuła
Akcja serii utrzymana jest w konwencji science-fiction i rozgrywa się w 2044. IAN, robot o ludzkim wyglądzie i wyposażony w sztuczną inteligencję, dezerteruje z armii Stanów Zjednoczonych. Uciekając przed wojskiem, przemierza kraj, aby poznać prawdę o wirtualnym bycie, który czasami przejmuje jego ciało i przekształca go w morderczą maszynę.  

## Tomy
| Tom | Tytuł i rok wydania polskiego | Tytuł i rok wydania angielskiego | Uwagi                                                                        |
| --- | ----------------------------- | -------------------------------- | ---------------------------------------------------------------------------- |
| 1   | Elektryczna małpa (2019)      | Un singe électrique (2003)       | Po polsku wszystkie tomy ukazały się w albumie IAN. Wydanie zbiorcze w 2019. |
| 2   | Lekcja ciemności (2019)       | Leçon de ténèbres (2004)         | Po polsku wszystkie tomy ukazały się w albumie IAN. Wydanie zbiorcze w 2019. |
| 3   | Blitzkrieg (2019)             | Blitzkrieg (2006)                | Po polsku wszystkie tomy ukazały się w albumie IAN. Wydanie zbiorcze w 2019. |
| 4   | Metanoja (2019)               | Métanoïa (2007)                  | Po polsku wszystkie tomy ukazały się w albumie IAN. Wydanie zbiorcze w 2019. |